# Unidos da Barra
GRES  Unidos da Barra é uma escola de samba da cidade de Teresópolis, fundada como bloco em 1994, transformando-se em escola no ano de 2007.
Em 2010, desfilou com 650 componentes, dvididos em 18, além de 4 carros alegóricos e um tripé.

## Carnavais
| Ano                                  | Colocação   | Grupo    | Enredo                                           | Carnavalesco   | Ref.  |
| ------------------------------------ | ----------- | -------- | ------------------------------------------------ | -------------- | ----- |
| 2009                                 | 4º lugar    | Especial | Do criador à criação a Barra canta a preservação | Alex e Rafael  | [ 2 ] |
| 2010                                 | 3º lugar    | Especial | O Abre Alas                                      | Alex e Rafael  | [ 3 ] |
| Não desfilou nos anos de 2011 a 2013 |             |          |                                                  |                |       |
| 2014                                 | Vice-campeã | Especial | O Mundo Encantado das Crianças                   | Jamerson Silva | [ 4 ] |